# Camilla Highness
Camilla Highness, född 10 juni 2000 i Uppsala i Uppsala län, är en svensk varmblodig travhäst. Hon tränades av Petri Puro och kördes av Peter Ingves.
Camilla Highness tävlade åren 2003–2009. Hon sprang in 10,5 miljoner kronor på 87 starter varav 36 segrar, 13 andraplatser och 5 tredjeplatser. Hon tog karriärens största segrar i Breeders' Crown (2004), Kymi Grand Prix (2007), Sto-SM (2007), Gran Premio Campionato Europeo (2007) och St. Michel-loppet (2007, 2008).
Hon kom även på andraplats i Derbystoet (2004) samt på tredjeplats i Breeders' Crown (2003), Gran Premio delle Nazioni (2007) och Finlandialoppet (2009).